# Maylust
Maylust ist ein Naturschutzgebiet (NSG) im Landkreis Mittelsachsen in Sachsen. Das 26,98 ha große Gebiet mit der NSG-Nr. C 95 erstreckt sich nördlich von Wendishain, einem Ortsteil der Kleinstadt Hartha. Der westliche Teil liegt direkt am Südufer der Freiberger Mulde.